# Institut für Marxistische Studien und Forschungen
Das Institut für Marxistische Studien und Forschungen (IMSF) war eine am 5. Dezember 1968 in Frankfurt am Main gegründete marxistische Denkfabrik, die der DKP nahestand und mit dieser personell eng verflochten war. Das Institut verfolgte das Ziel, durch seine Forschung sowie die Popularisierung seiner wissenschaftlichen Ergebnisse und der marxistischen Theorie einen Beitrag zu leisten für die Praxis der gewerkschaftlichen und politischen Arbeiterbewegung in der Bundesrepublik. Dazu wurden Konferenzen durchgeführt sowie Beiträge, Informationsberichte, Arbeitsmaterialien, Tagungsberichte und Jahrbücher herausgegeben. Bücher wurden in linken Verlagen veröffentlicht.
Erster Leiter des IMSF war das DKP-Parteivorstandsmitglied Josef Schleifstein. Sein Stellvertreter war Heinz Jung, der 1981 Schleifstein als Leiter des IMSF ablöste und im selben Jahr in den Parteivorstand der DKP aufrückte. Neue stellvertretende Leiter wurden Jürgen Reusch und André Leisewitz.
Das IMSF arbeitete eng mit der Akademie für Gesellschaftswissenschaften beim ZK der SED, dem Institut für internationale Politik und Wirtschaft der DDR, der Akademie für Gesellschaftswissenschaften beim ZK der KPdSU, der Marx-Engels-Stiftung der DKP, der Marxistischen Arbeiterbildung (MAB) und dem Marxistischen Studentenbund Spartakus zusammen. Das IMSF gab vom 1. Januar 1970 bis zum 31. Dezember 1977 vierteljährlich die Zeitschrift Marxismus Digest heraus.
Mit der Wende und friedlichen Revolution in der DDR 1989 fiel die finanzielle Unterstützung der DKP und ihrer Nebenorganisationen durch die SED weg. Die neun hauptamtlichen Mitarbeiter wurden entlassen, das Institut aufgelöst.
In seiner Nachfolge gründete sich der IMSF e. V., der seit März 1990 zusammen mit dem Forum Marxistische Erneuerung e. V. die Vierteljahresschrift Z. Zeitschrift Marxistische Erneuerung herausgibt.

## Wissenschaftlicher Beirat
Zum 15-jährigen Bestehen wurde Anfang Dezember 1983 ein Wissenschaftlicher Beirat gegründet, der die Beiräte der einzelnen Publikationsreihen des IMSF ablöste. Ihm gehörten ursprünglich an:
Wolfgang Abendroth, Hermann Bömer, Dieter Boris, Christoph Butterwegge, Frank Deppe, Heike Fleßner, Georg Fülberth, Jörg Huffschmid, Johanna Hund, Hans Jürgen Krysmanski, Lothar Peter, Jan Priewe, Hans Jörg Sandkühler, Josef Schleifstein, Angelina Sörgel, Robert Steigerwald, Kurt Steinhaus.
Später wurden Wolfgang Abendroth und Kurt Steinhaus durch Ursula Schumm-Garling und Martin Kutscha ersetzt.
1988 bestanden folgende Arbeitsrichtungen:
| Kapitalismustheorie                                         | Heinz Jung       |
| Wissenschaftlich-technischer Fortschritt und soziale Folgen | André Leisewitz  |
| Wirtschaftanalyse und Wirtschaftstheorie                    | Jörg Goldberg    |
| Reproduktionsbedingungen der Arbeiterklasse                 | Eberhard Dähne   |
| Soziale Bewegungen und Gewerkschaftstheorie                 | Klaus Pickshaus  |
| Lebensweise und Bewusstsein der Arbeiterklasse              | Kaspar Maase     |
| Frauenforschung                                             | Alma Steinberg   |
| Marx-Engels-Forschung                                       | Winfried Schwarz |

## Zentrum für Marxistische Friedensforschung
1987 wurde als Nebenabteilung des IMSF das Zentrum für Marxistische Friedensforschung gegründet, das aus einem IMSF-Arbeitskreis hervorging. Geleitet wurde es von Jürgen Reusch. Seinem Wissenschaftlichen Kuratorium gehörten 1987 bis 1989 an:
Wolfgang Bartels, Christoph Butterwegge, Peter Dietzel, Helga Genrich, Georg Grasnick, Bernd Greiner, Karl-Heinz Hansen, Wolfgang Hofkirchner, Hans Heinz Holz, Jörg Huffschmid, Jürgen Jürgens, Gerhard Kade, Lorenz Knorr, Hans Jürgen Krysmanski, Kurt Lund, Werner Pfennig, Wladimir W. Rasmerow, Fred Schmid.

## Publikationen
- Marxistische Studien. Jahrbuch des IMSF. 15 Bände. 1978–1989 (Digitalisat).
- Hrsg. IMSF: Rationalisierung-Arbeitsplätze-Tarifkämpfe, Frankfurt am Main 1979
- Matriarchat und Patriarchat. Frankfurt am Main 1986.
- Gert Hautsch/Bernd Semmler: Stahlstreik und Tarifrunde 78/79, Frankfurt am Main 1979.
- 10 Jahre IMSF Marxistische Forschung für die Arbeiterbewegung. Druck: Busse GmbH, Frankfurt am Main 1978, 109 S.
- IMSF 1968–1988. Arbeitsgebiete Bibliographie Veranstaltungsübersicht. Druck: Schmoll Klug, Mörfelden 1988, 136 S. ISBN 3-88807-062-7
- Hrsg. IMSF: Der staatsmonopolistische Kapitalismus – Einführungen in marxistische Analysen aus der DDR, Frankreich und der Sowjetunion, Marx. Blätter, Frankfurt am Main 1972
- Hrsg. IMSF: Der Staat im staatsmonopolistischen Kapitalismus der Bundesrepublik – Staatsdiskussion und Staatstheorie, Frankfurt am Main 1981
- Heinz Jung: Abschied von einer Realität. Zur Niederlage des Sozialismus und zum Abgang der DDR. Ein politisches Tagebuch Sommer 1989 bis Herbst 1990. IMSF Forschung & Diskussion 6. Frankfurt am Main 1990.